# 鋼彈創壞者4
《鋼彈創壞者4》，又譯作“鋼彈破壞者4”，是由日本遊戲開發商Crafts & Meister開發，万代南梦宫娱乐發行的創壞共鬥動作遊戲。本作為《鋼彈創壞者》系列的第五作，正傳第四作作品。2024年8月29日發售。

## 玩法
本作GUNPLA可改裝部位達11處、機體部件則超過250種。相比於前作《鋼彈創壞者3》和《新鋼彈創壞者》，本作雙手可以分別設定為不同的部件，製作出獨創的鋼彈模型。在其中的新增模式「場景模型」，玩家能自行設定背景、鋼彈模型、特效等打造屬於自己的場景。

## 故事
故事時間為前作《鋼彈創壞者3》六年後，「鋼彈模型對戰模擬裝置」改名為『GUNPLA Battle Blaze：Beyond Borders』，通稱『GBBBB』，而且在正式開服前舉行了 β 版本測試。
玩家在第一次踏足『GBBBB』時遇見了鋼彈遊戲知識豐富但性格非常消極的初學者太雄，在
一起進行新手任務後成為好友。後來在某次進行任務期間救了當時陷入苦戰的伶，之後在太雄的建議下三人一起成立軍團。隨著故事發展，玩家遇到不同的同伴和好對手，以及即將迎來的陰謀⋯

## 評價
Nintendo Life的迈克·沃格尔（Mitch Vogel）評價本作相比於前作的《新鋼彈創壞者》，本作的戰鬥讓人上癮、遊戲內容夠豐富等。劇情方面則不如同類型的《百萬噸級武藏 W：WIRED》，並認為製作團隊可以做得更好讓玩家對遊戲更有投入感。迈克認為視覺方面還不錯，但環境單調、紋理模糊等讓鋼彈模型看起來有一種假塑膠的質感，加上Switch版只能運行30fps，其他平台的版本則能運行60fps而感到失望。TouchArcade的米哈伊尔·马德纳尼（Mikhail Madnani）評價本作吸引人的地方不在於故事劇情，而是打造出屬於自己的鋼彈模型。左臂和右臂的個別部件不僅可以調整，還可以為雙手配置近戰、遠程武器，甚至還能調整個別零件的大小和比例，造成可以在自己的普通鋼彈模型上使用SD零件，並讓鋼彈模型看起來像個怪異的組合。除了主要類型的部件外，本作的定制功能還能夠透過建造部件進一步擴展，並添加更多的喜歡的部件。雖然視覺效果不如《鋼彈 EVOLUTION》和《鋼彈創壞者3》，但美學風格很契合。

## 外部連結
- 官方网站 （日語）